# Diagilewo (rejon charowski)
Diagilewo (ros. Дягилево) – wieś w Rosji, w rejonie charowskim obwodu wołogodzkiego. W 2002 r. liczyła 14 mieszkańców, a w 2010 r. była niezamieszkana.